# Pedro Benito
 Pedro Alberto Benito Ponomar (Cádiz, 27 de marzo de 2000), más conocido como Pedro Benito, es un futbolista español que se desempeña en la posición de delantero. Su equipo es el Real Murcia CF de la Primera Federación.

## Trayectoria
Desde su niñez, Pedro Benito siempre estuvo ligado al mundo del fútbol, dado que su padre, Alberto Benito, fue jugador profesional en el Cádiz Club de Fútbol en Primera División de España. Sus inicios fueron en fútbol sala con el Valdelagrana y UD Pavía. Más tarde pasó al balompié puro en el club del Puerto de Santa María para después entrar en la cantera de la UD Almería donde permaneció por tres campañas.
Tras su paso por Almería recaló en las bases del Swansea de la Premier League. Un año después volvió a la UD Almería para el curso siguiente formar parte de las bases del Anarthosis de Primera División de Chipre donde permaneció una temporada.
De nuevo en España una temporada después, se unió a las filas del CD Canillas de Madrid.
En 2018 viajó a los Estados Unidos para jugar en el club universitario de Oklahoma Wesleyan University FC
El curso siguiente, ya como jugador sénior, compitió en las filas del  GW Bulldogs de la Big South Conference perteneciente a la División I de la NCAA, la máxima categoría de competición dentro de la NCAA, la liga universitaria más importante de los Estados Unidos de América.
Fue en septiembre de 2020, dos años después de llegar a Estados Unidos, regresa a España para firmar por otro club universitario, esta vez en la Región de Murcia, el UCAM Murcia CF de Segunda División B de España, para recalar en su filial de Tercera División con el que anotó 13 goles convirtiéndose en el máximo goleador del conjunto murciano y segundo del Grupo XIII.
El 27 de mayo de 2021, el Cádiz Club de Fútbol anunció a través de sus medios oficiales la incorporación del atacante gaditano por dos campañas, para formar parte del conjunto filial de Segunda División RFEF.
A finales de septiembre de ese mismo año, el técnico del primer equipo cadista, Álvaro Cervera, llamó a Pedro para entrenar con el primer combinado y ese mismo fin de semana de liga entró en la convocatoria oficial de liga. 
El 2 de octubre de 2021, en el partido correspondiente a la 8.ª jornada del campeonato liguero de Primera División de España, Pedro Benito realizó su debut oficial con el Cádiz Club de Fútbol en la máxima categoría del fútbol español sustituyendo en el minuto 60 a Álvaro Negredo en el encuentro que los enfrentó en el Estadio Nuevo Mirandilla ante el Valencia Club de Fútbol con resultado final de empate a cero.
El 30 de noviembre de 2021, el San Fernando CD de Primera División RFEF anunció de forma oficial la incorporación de Pedro Benito en sus filas en calidad de cedido por el Cádiz Club de Fútbol Mirandilla hasta final de la campaña 2021/2022.
El 2 de julio de 2022, firma por la Unión Deportiva San Sebastián de los Reyes de la Primera División RFEF.
Tras un breve paso por el equipo madrileño en Primera Federación, el 19 de junio de 2023, el Albacete Balompié de la Segunda División de España hizo oficial su incorporación para la próxima temporada.
Fichó con el Real Murcia CF SAD para la temporada 2024-25.
A final de temporada renovó por una temporada más gracias a su buen desempeño, aún que el equipo se quedó en semifinales del play off de ascenso a segunda división por el Nastic de Tarragona.

## Carrera deportiva

### Clubes
| Club                             | País           | Año       |
| -------------------------------- | -------------- | --------- |
| GW Bulldogs                      | Estados Unidos | 2019-2020 |
| UCAM Murcia B                    | España         | 2020-2021 |
| Cádiz CF Mirandilla              | España         | 2021-2022 |
| San Fernando CD (cesión)         | España         | 2021-2022 |
| U. D. San Sebastián de los Reyes | España         | 2022-2023 |
| Albacete Balompié                | España         | 2023-2024 |
| Real Murcia CF                   | España         | 2024-act. |